# You Don't Mess with the Zohan

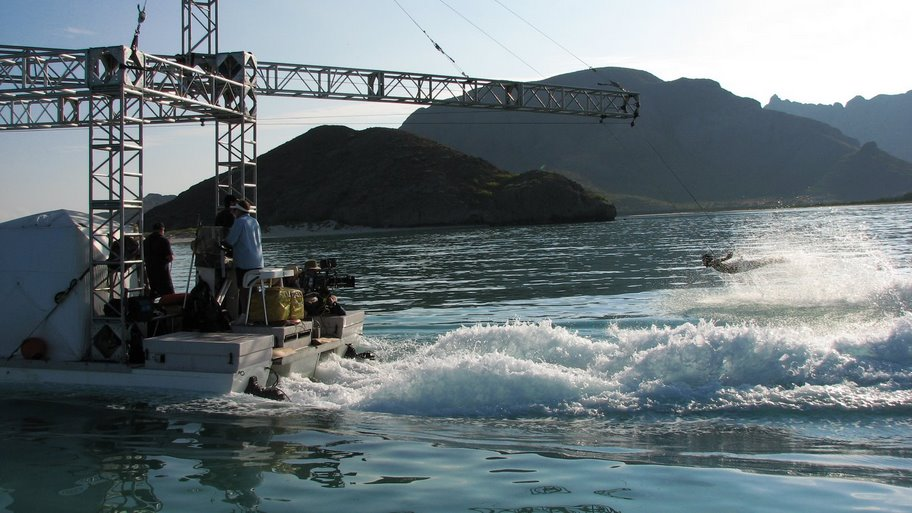
Filmopnames van You Don't Mess with the Zohan

You Don't Mess With The Zohan is een film van Dennis Dugan uitgebracht in 2008. De film is geschreven door Judd Apatow, Robert Smigel en Adam Sandler. De drie voornaamste hoofdpersonages worden vertolkt door Adam Sandler, John Turturro en Emmanuelle Chriqui.
Het succes van You Don't Mess with the Zohan heeft drie nominaties en twee prijzen opgeleverd. In 2008 werd de film genomineerd als Choice Summer Movie: Comedy bij de Teen Choice Awards, het bleef enkel bij een nominatie. In 2009 won Adam Sandler een Blimp Award voor Fave Movie Star. In 2009 won de componist Rupert Gregson-Williams de BMI Film Music Award.

## Plot
Zohan Dvir is de geheime schakel van het Israëlische leger. Hij is een supercommando met bovenmenselijke krachten en doet in zijn eentje het werk wat twintig andere mensen samen doen. Tijdens de jacht op de Palestijnse terrorist Phantom zet Zohan zijn eigen dood in scène, omdat hij zijn leven als superheld beu is. Hij wil een normaal leven starten als kapper en zich specialiseren in kap-stijlen van de jaren 80. Zohan gaat in Amerika op zoek naar een carrière als kapper en zo komt hij als onervaren kapper terecht in een kleine kapsalon waar hij al snel een vreemde indruk maakt. Hij is anders, en heeft een speciale manier om met zijn klanten om te gaan. Daarnaast heeft hij een extravagante seksuele voorkeur voor oudere vrouwen. Phantom krijgt van een vriend te horen dat Zohan nog leeft, met alle gevolgen van dien.

## Rolverdeling
- Adam Sandler als Zohan Dvir
- Emmanuelle Chriqui als Dalia Hakbarah
- Rob Schneider als Salim de taxichauffeur
- John Turturro als Fatoush "Phantom" Hakbarah
- Nick Swardson als Michael
- Lainie Kazan als Gail
- Ido Mosseri als Oori
- Daoud Heidami als Nasi
- John Paul DeJoria als Paul Mitchell
- Michael Buffer als Grant Walbridge
- Shelley Berman als Mr. Dvir
- Dina Doronne als Mrs. Dvir
- Robert Smigel als Yosi
- Sayed Badreya als Haleem
- Ahmed Ahmed als Waleed
- Alec Mapa als Claude

## Muziek
De muziek in de film werd gecomposeerd door de componist Rupert Gregson-Williams. De film bevat 39 nummers waarbij verscheidene in het Hebreeuws. Enkele van de nummers komen van bekende artiesten waaronder “Fantasy” en “I’ll Be Loving You Long Time” van Mariah Carey.